# Nicolas Lopez
Nicolas Lopez (Tarbes, 14 novembre 1980) è uno schermidore francese, vincitore di una medaglia d'oro ed una d'argento nella scherma ai giochi olimpici.

## Palmarès
In carriera ha conseguito i seguenti risultati:
- Giochi olimpici:

Pechino 2008: oro nella sciabola a squadre e argento individuale.
- Mondiali di scherma

2005 - Lipsia: bronzo nella sciabola a squadre.
2006 - Torino: oro nella sciabola a squadre.
2007 - San Pietroburgo: argento nella sciabola a squadre.
- Europei di scherma

2001 - Coblenza: argento nella sciabola a squadre.
2005 - Zalaegerszeg: bronzo nella sciabola individuale.
2007 - Gand: bronzo nella sciabola a squadre.
2009 - Plovdiv: bronzo nella sciabola a squadre.